# Girolamo Moretti
Girolamo Moretti (Recanati, 18 aprile 1879 – Ancona, 24 luglio 1963) è stato un francescano e grafologo italiano. È considerato il padre della grafologia italiana.

## Biografia
Elaborò un metodo originale di grafologia la cui organizzazione iniziò dal 1905.
Tra i suoi allievi più rappresentativi ci sono Giovanni Luisetto, Nazzareno Palaferri e Lamberto Torbidoni. L'Istituto Grafologico Internazionale Girolamo Moretti di Urbino continua la sua attività grafologica tramite la consulenza, la ricerca, la didattica, la pubblicazione di testi e riviste (Scrittura e Scienze Umane & Grafologia).
Diversamente dai grafologi stranieri, la sua analisi si focalizzò sull'intuizione della personalità attraverso la scrittura e altre forme non verbali come il passo, la voce e i gesti.

## Opere
- Manuale di grafologia, 1914 (pubblicato con lo pseudonimo di Umberto Koch)
- Vizio. Psicologia e grafologia dei sette vizi capitali, 1937
- Trattato scientifico di perizie grafiche su base grafologica, 1942
- Grafologia somatica, 1945
- Grafologia pedagogica, 1947
- Grafologia delle attitudini umane, 1948
- I Santi dalla scrittura, 1952 (tradotta in francese, tedesco, spagnolo, inglese, olandese)
- Trattato di grafologia. Intelligenza sentimento, 1955 (VIII edizione)
- Scompensi, anomalie della psiche e grafologia, 1962
- La passione predominante, 1962

### Opere postume
- 1966 - Analisi grafologiche
- 1966 - I grandi dalla scrittura
- 1970 - Grafologia e pedagogia nella scuola dell'obbligo
- 1977 - Chi lo avrebbe mai pensato. Autobiografia